# Cyril Colbeau-Justin
Cyril Colbeau-Justin est un producteur français, né le 28 septembre 1970 dans le 18e arrondissement de Paris et mort le 7 novembre 2020 dans le 16e arrondissement de Paris. Il détenait les sociétés KL Production et LGM Cinéma, aux côtés de Jean-Baptiste Dupont.

## Biographie

### Carrière
En 1994, Cyril Colbeau-Justin fonde, avec Jean-Baptiste Dupont, une société de production baptisée LGM Productions,.
En 2009, il reprend le vieux projet d'Antoine de Caunes datant de 1999, un film biographique sur Claude François, et propose au réalisateur Florent-Emilio Siri de le réaliser : Cloclo sort en 2012.
Le 28 février 2014, il reçoit deux César, celui du meilleur film ainsi que celui du meilleur premier film, Les Garçons et Guillaume, à table !, récompenses qu'il partage avec Guillaume Gallienne, Jean-Baptiste Dupont et Édouard Weil.

### Mort
Cyril Colbeau-Justin meurt brutalement le 7 novembre 2020, à la suite de son combat contre un cancer des poumons, selon l'annonce de son ami comédien et réalisateur Dominique Farrugia.

## Filmographie

### En tant que producteur délégué
- 2001 : Grégoire Moulin contre l'humanité d'Artus de Penguern
- 2002 : Gangsters d'Olivier Marchal
- 2003 : Mais qui a tué Pamela Rose ? d'Éric Lartigau
- 2004 : La Piste d'Éric Valli
- 2004 : 36 quai des Orfèvres d'Olivier Marchal
- 2006 : Alive de Frédéric Berthe
- 2006 : Un Ticket pour l'espace d'Éric Lartigau
- 2007 : Pars vite et reviens tard de Régis Wargnier
- 2007 : Ce soir je dors chez toi d'Olivier Baroux
- 2008 : MR73 d'Olivier Marchal
- 2008 : Les Liens du sang de Jacques Maillot
- 2008 : Disco de Fabien Onteniente
- 2008 : R.T.T. de Frédéric Berthe
- 2008 : Cliente de Josiane Balasko
- 2010 : Bus Palladium de Christopher Thompson
- 2010 : À bout portant de Fred Cavayé
- 2011 : Le Fils à Jo de Philippe Guillard
- 2011 : Les Yeux de sa mère de Thierry Klifa
- 2012 : La Mer à boire de Jacques Maillot
- 2012 : Cloclo de Florent-Emilio Siri
- 2012 : Maman d'Alexandra Leclère
- 2012 : Mais qui a re-tué Pamela Rose ? de Kad Merad et Olivier Baroux
- 2013 : Boule et Bill d'Alexandre Charlot et Franck Magnier
- 2013 : Demi-sœur de Josiane Balasko
- 2013 : Le jour attendra d'Edgar Marie
- 2013 : Les Garçons et Guillaume, à table ! de Guillaume Gallienne
- 2014 : Mea Culpa de Fred Cavayé
- 2014 : Situation amoureuse : C'est compliqué de Manu Payet et Rodolphe Lauga
- 2014 : Amour sur place ou à emporter d'Amelle Chahbi
- 2015 : Les Gorilles de Tristan Aurouet
- 2015 : Connasse, princesse des cœurs de Noémie Saglio et Éloïse Lang
- 2015 : Valley of Love de Guillaume Nicloux
- 2015 : Pension complète de Florent-Emilio Siri
- 2016 : Marseille de Kad Merad
- 2016 : Au nom de ma fille de Vincent Garenq
- 2016 : Vicky de Denis Imbert
- 2016 : Le Correspondant de Jean-Michel Ben Soussan
- 2017 : Boule et Bill 2 de Pascal Bourdiaux
- 2017 : Madame d'Amanda Sthers
- 2017 : C'est tout pour moi de Nawell Madani et Ludovic Colbeau-Justin
- 2017 : Maryline de Guillaume Gallienne
- 2019 : Inséparables de Varante Soudjian

### En tant que producteur

#### Longs métrages
- 2011 : Les Lyonnais d'Olivier Marchal
- 2011 : Hollywoo... de Frédéric Berthe
- 2014 : Mea Culpa de Fred Cavayé
- 2015 : Le Dernier Jour d'Yitzhak Rabin (Rabin, the Last Day) d'Amos Gitai
- 2016 : Éperdument de Pierre Godeau
- 2017 : Madame d'Amanda Sthers

#### Téléfilms
- 2010 : Mon père, Francis le Belge de Frédéric Balekdjian
- 2012 : On se quitte plus de Laurence Katrian
- 2016 : Coup de foudre à Jaipur d'Arnauld Mercadier (associé)
- 2017 : Coup de foudre à Noël d'Arnauld Mercadier (associé)

#### Séries télévisées
- 2011 : Zak (saison 1, épisode 32 : Hairman)
- 2013-2016 : Léo Matteï, Brigade des mineurs (14 épisodes)
- 2017 : Les Chamois (2 épisodes ; associé)

### En tant que coproducteur
- 2011 : Pourquoi tu pleures ? de Katia Lewkowicz
- 2014 : Fiston de Pascal Bourdiaux
- 2016 : The End de Guillaume Nicloux
- 2018 : Tout le monde debout de Franck Dubosc

## Récompenses
- César 2014[5] :
  - Meilleur film Les Garçons et Guillaume, à table ! de Guillaume Gallienne
  - Meilleur premier film Les Garçons et Guillaume, à table ! de Guillaume Gallienne